# Parrillas (kommunhuvudort)
Parrillas är en kommunhuvudort i Spanien.   Den ligger i provinsen Toledo och regionen Kastilien-La Mancha, i den centrala delen av landet, 120 km väster om huvudstaden Madrid. Parrillas ligger 401 meter över havet och antalet invånare är 407.
Terrängen runt Parrillas är platt åt sydväst, men åt nordost är den kuperad.Runt Parrillas är det glesbefolkat, med 12 invånare per kvadratkilometer. Närmaste större samhälle är Navalcán, 1,7 km väster om Parrillas. Omgivningarna runt Parrillas är huvudsakligen savann.